# Isla Salsipuedes
Isla Salsipuedes es una isla volcánica de México ubicada en el golfo de California o mar de Cortés pertenece a Baja California, específicamente se encuentra dentro de la jurisdicción del municipio de Ensenada.

## Geografía
La isla tiene aproximadamente 1.03 km² de extensión, su longitud máxima es de alrededor de 2 590 metros en sentido noroeste-sureste y su anchura máxima es de aproximadamente 690 metros en sentido suroeste-noreste. Se encuentra aproximadamente a 19.3 km al este de la costa la península de Baja California, entre sus puntos más cercanos. 
Esta isla se encuentra en el archipiélago de San Lorenzo, en la región de las grandes islas del Golfo de California. Dista poco más de 39 km de la isla Tiburón ubicada al este-noreste y a 31 km de la isla Ángel de la Guarda, la cual puede encontrarse en dirección nornoroeste; dichas islas son la primera y segunda islas más grande de México respectivamente. Tiene varios islotes sin nombre cercanos pero la isla más próximas es la isla Las ánimas que se encuentra a 1.5 km al sureste.
La isla Salsipuedes es una isla deshabitada; la localidad de mil o más habitantes, más cercana a esta isla, es Bahía de Kino, municipio de Hermosillo, Son. que se encuentra alrededor de 91 km al este-noreste. Mexicali se encuentra a 480 km al norte-noroeste, aproximadamente. Sus coordenadas son alrededor de 28°43'34" de latitud norte y 112°57'19" longitud oeste.

## La isla Salsipuedes como parte de un área natural protegida
Desde 1995 esta isla está incluida junto con otras 243 islas e islotes del golfo de California como una de reservas de la biósfera por parte de la UNESCO,  y en 2005 se le otorga el título de patrimonio natural de la humanidad por parte de ese mismo organismo
Además sus costas y áreas marítimas circunvecinas son parte del Parque nacional marino Archipiélago de San Lorenzo, por ser estas áreas de invaluable importancia por sus recursos bióticos. Entre sus características ecológicas se destaca en ser uno de los sitios de reproducción más importante para el pelicano pardo.